# Challand-Saint-Anselme
 Challand-Saint-Anselme  (walserdeutsch z'undra Tschallanh) ist eine italienische Gemeinde in der autonomen Region Aostatal. Die Gemeinde zählt 740 Einwohner (Stand 31. Dezember 2023), liegt auf einer mittleren Höhe von 1030 m s.l.m. und verfügt über eine Größe von 27 km². Die Einwohner werden challandins genannt. Challand-Saint-Anselme ist Mitglied der Unité des Communes valdôtaines Évançon und befindet sich im Ayastal, einem Seitental des Aostatals.
Challand-Saint-Anselme besteht aus den Ortsteilen Allésaz, Arbaz, Bachan, Châtillonet, Corliod, Maé, Moussanet, Orbeillaz, Quinçod, Pésan, Plésod, Ruvére, Tollégnaz und Tilly. Die Nachbargemeinden sind Brusson, Challand-Saint-Victor, Émarèse und Issime.
Während der Zeit des Faschismus trug das Dorf den italianisierten Namen  Villa Sant'Anselmo .

## Geschichte
Am 26. Juni 1928 wurde per Dekret 1088 die Gemeinde Challand-Saint-Anselme mit der Gemeinde Challand-Saint-Victor fusioniert. Die neue Gemeinde trug den Namen Challant. Die Fusion wurde am 12. September 1946 rückgängig gemacht. Bis zum Jahr 1976 war die offizielle Schreibweise der Gemeinde Challant-Saint-Anselme.

## Literatur

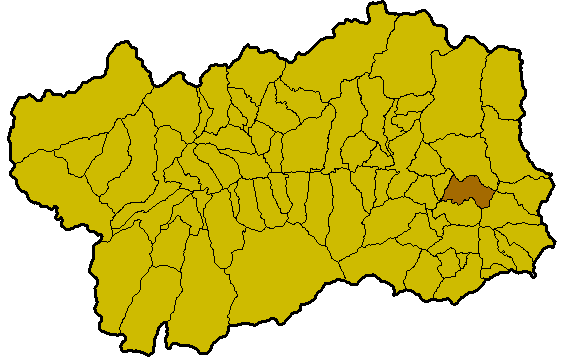
Lage von Challand-Saint-Anselme innerhalb der Region Aostatal